# Dioscorea namorokensis
Dioscorea namorokensis är en enhjärtbladig växtart som beskrevs av Paul Wilkin. Dioscorea namorokensis ingår i släktet Dioscorea och familjen Dioscoreaceae. Inga underarter finns listade i Catalogue of Life.